# Nagybánya magyar irodalmi élete
Nagybánya magyar irodalmi élete és kulturális közélete a 15. századtól 2000-ig.

## 15. századtól az I. világháborúig
A 14. század óta bányavárosként és pénzverőhelyként ismert Nagybányán (régi nevén Asszonypataka) már 1433-tól működött tanintézet, kollégium jellegű iskoláját pedig 1547-ben alapította Kopácsi István református prédikátor. Itt kezdte tanulmányait Misztótfalusi Kis Miklós, a magyar könyvnyomtatás későbbi jelese és két évig diákja volt Szepsi Csombor Márton, az első nyomtatott magyar nyelvű útleírás szerzője.
Az oktatás irányítását a 18. században a jezsuita iskola vette át (egyik tanára Baróti Szabó Dávid), majd a minorita rend folytatta a főgimnázium megalakulásáig, mely az iskolák államosítása után jó évtizeddel, 1959-ben veszítette el önállóságát: ekkor egyesítették a Gheorghe Șincai Líceummal. A magyar tagozaton Petőfi Önképzőkör működött.
Első Magyar Jádzó Társaság néven már 1796-ban megalakult a város művésztársulata. Pezsdülést az irodalmi életbe Petőfi barátja, a koltói gróf Teleki Sándor hozott. Ő a Nagybánya és Vidéke című hetilap elindítója 1875-ben. A városnak nemzetközi hírnevet adó Nagybányai művésztelep Hollósy Simon, Réti István, Thorma János vezetésével 1896-ban jött létre.
1903-ban Nagybánya címmel indított újságot Égly Mihály városi főjegyző. Ajtai Nagy Sándor Gábor ügyvéd nevéhez fűződött a Nagybányai Hírlap megjelenése, melynek főmunkatársa Révai Károly, a román irodalom egyik első magyar tolmácsolója, ő kezdeményezte az írókat-művészeket tömörítő Teleki Társaság létrehozását. 1910-ben megnyílt az itt született Lendvay Mártonról, a város első díszpolgáráról elnevezett színház is.
Az 1911-ben alakult és Németh Béla tanár titkársága alatt négy évig működött a Teleki Társaság, mely kezdeményezte a Teleki-Petőfi emlékeket megörökítő koltói emlékmúzeum felállítását.

## A két világháború közt
Az I. világháborút követő államfordulat után újraéledtek a magyar művelődési intézmények, most már a nemzeti megmaradásért küzdve. 1922-től egymást követték az Ady, Petőfi, Jókai emlékére rendezett ünnepségek. 1928-ban Benedek Elek, Tamási Áron, Szentimrei Jenő, Ferenczy Zsizsi irodalmi estjeire került sor.
A fokozódó kisebbségi elnyomás következtében veszített lendületéből a város magyar kulturális élete; hajsza indult az 1911-ben alakult Nagybányai Festők Társasága ellen is. A magyar földrajzi nevek betiltása következtében a város nevét használó helyi lapok Bányavidék (1929) és Bánya és Vidéke (1935) címmel folytatódtak. Ugyanakkor a város székhelyi hatáskörének kiterjedését jelezte a Máramarosi Kis Lexikon itteni megjelentetése.
Jellegzetes helyi tünet az 1920-as években Bontó János bányász írói kiemelkedése. Vallásos jellegű füzetek egész sorát adta ki, a hit gyógyító erejét, vagyonközösséget hirdetett, a bölcselkedő agyagemberről írt szatirikus regényt és Krisztus követése tételét az illegális mozgalmak iránt tanúsított rokonszenvvel kapcsolta össze. Helyi irodalmi eseménynek számított Kurzsinszkyné Balázs Erzsébet Egy a sok közül (Nagybánya, 1933) című elbeszéléskötetének megjelenése.

## A II. világháború után
Az 1944 őszén bekövetkezett újabb hatalmi fordulat megpróbáltatásai után elsőnek a sajtó éledt fel, de túlsúlyba jutottak az időszak propagandista szólamai. A tartományi székhellyé lett város magyar művészeti eseménye a Színművészeti Főiskola 1953-ban végzett évfolyamának csoportos megjelenése Harag György vezetésével, akikből létrejött az állami színház magyar tagozata.
1958-ban indult meg az irodalmi életet is felélesztő Bányavidéki Fáklya című napilap. Ebben kezdett közölni Mátis Béla, majd Pusztai János és Gúzs Imre. Egy időre ugyan ez a lap is a dogmatikus „vonalasság” áldozatává vált, a „megbízhatatlan” munkatársakat eltávolították. Változás csak 1960-ban történt.
Az 1968-as közigazgatási átszervezéskor ez a lap is megyei lappá minősült át, s egyes szerkesztői feladatuknak tekintették a történelmi és művelődési hagyományok feltárását, s kitekintést adtak a magyar és román irodalomra. Közéjük tartozott Fazekas György, a lap felelős szerkesztőségi titkára, akinek A nagybányai labdarúgás története (Nagybánya 1971) című munkája román fordításban is megjelent.
1978-tól kezdve a főszerkesztő Klacsmányi Sándor volt, az ő irányítása alatt sorozatosan jelentek meg Máramaros megye helységeinek és Nagybánya történetét és személyiségeit bemutató tanulmányok, s megszólalnak a helyi tudományos élet képviselői is. Íy Béres Mária muzeológus a csodálatos növényvilágról, Götz Endre geológus az ásványokról, Sass Huba tanár a kozmoszról, Czimbalmos László az űrrepülésről írt; Selinger Sándor kutató Tudományos kilátó címmel közölt cikksorozatokat.
Ebben az "enyhébb" időszakban létesült a Magyar Népi Egyetem (Enciklopédia), a táncház; a már 1956-ban Szatmárnémetibe átköltözött, Harag György vezette művészegyüttes (Északi Színház) helyébe létrejött a klasszikus művekkel is jelentkező Lendvay Márton Műkedvelő Színjátszó Kör.
Író-olvasó találkozók következtek meghívott országos előadókkal, s Bukarestben megjelenő könyveikkel helybeli műszaki írók is feltűntek: Dienes Zsombor A bányász könyve fordításaival, Brassay Sándor  Talajvédelem, területrendezés, földmérés című művével (1979). Közben azonban a nacionalista diktatúra élesedésével sor került a helyi magyar értelmiségiek elleni erőszakoskodásokra: Szász Károly, Maderspach Viola magyar múzeumi szakértőket menesztették állásukból, meghurcolták Pusztai Jánost, Nagy Kálmánt.

## 1989 után
1989 karácsonya után a most már Bányavidéki Új Szó címmel megjelenő helyi lapra hárult az e vidéken élő szórványmagyarság megszervezése. A szabadabbnak tűnő légkörben 1990 áprilisában Csoma György, Klacsmányi Sándor és Pusztai János Erdélyi Féniks címmel új szépirodalmi, művészeti és hitéleti folyóiratot indított, ebben tették közzé a régebben tiltott anyagokat is. A lap egy évig (1991 júniusáig) élt csupán, de elindította a város nagy szülöttjeinek, Tersánszky Józsi Jenőnek, Németh Lászlónak méltó kultuszát.
A református templom előcsarnokában 1991-ben Németh László tiszteletére emléktáblát helyeznek el, s ugyanebben az évben ökumenikus istentisztelettel, irodalmi műsorral és tudományos szimpóziummal nyitották meg a szomszédos Misztótfaluban a falu nagy szülöttéről elnevezett Gyűjteményt, új lendületet adva Misztótfalusi Kis Miklós emlékezetének. Emlékbeszédet mondott Sütő András és Bálint Tibor, saját versével szerepelt Kányádi Sándor és Király László.
Ugyanebben az évben, 1991-ben alakult meg a Misztótfalusi Kis Miklós Közművelődési Egyesület (első elnöke Pohl Antal), amely művelődési rendezvényeket szervezett (társrendezője az évenkénti koltói Petőfi-napnak), könyvtárat létesített, s EMKE-Füzetek cím alatt könyvsorozatot jelentetett meg a vidék magyar kulturális hagyományainak, honismereti nevezetességeinek bemutatására.
1992-ben Nagybánya és Koltó magyar lakossága Teleki Sándor emlékezetét újította fel halálának centenáriumán, amikor az egykori kastélyon emléktáblát avattak. 1993-ban a Szilágyi Domokos Napok keretében megkoszorúzták a költő nagysomkúti szülőházán az emléktáblát, s új emléktáblát avattak emlékére egykori magyarláposi lakhelyén is. Ez alkalmakkor Czine Mihály és Kántor Lajos mondott emlékbeszédet.
Megülték Németh László halálának huszadik évfordulóját is, szónok volt Szatmárnémetiből Máriás József, Sepsiszentgyörgyről Veress Dániel, Kovásznáról Fábián Ernő. Ekkor nyitották meg a régi megyei könyvtár épületében elhelyezett Németh László Könyvtárat, amelynek ma közel 1000 beiratkozott olvasója van. Vezetője Fazakas Magdolna.
Az emlékező tisztelgések a nemzetiségi öntudat felerősödését jelentették helyi és országos méretekben. A rendezéshez az EMKE, az 1991-ben alakult Misztótfalusi Kis Miklós Közművelődési Egyesület és a szatmári Kölcsey Kör adott széles társadalmi keretet. A helyéről többször is eltávolított Lendvay-mellszobor most már zavartalanul állhat a Ligetben, s talán az emléktáblákat sem fenyegeti a rombolás veszélye. Ugyancsak ünnepélyes keretek között, nemzetközi részvétellel ülte meg a város 1996-ban a nagybányai festőiskola centenáriumát.